# Samarkand Challenger 2002
Il Samarkand Challenger 2002 è stato un torneo di tennis facente parte della categoria ATP Challenger Series nell'ambito dell'ATP Challenger Series 2002. Il torneo si è giocato a Samarcanda in Uzbekistan dal 23 al 28 settembre 2002 su campi in terra rossa.

## Vincitori

### Singolare
Vasilīs Mazarakīs ha battuto in finale  John van Lottum con il punteggio di 7–6(1), 4–6, 6–1

### Doppio
Federico Browne /  Rogier Wassen hanno battuto in finale  Vadim Kucenko /  Oleg Ogorodov con il punteggio di 3–6, 7–6(3), 7–6(3)